# ليتل تيش
ليتل تيش (بالإنجليزية: Little Tich)‏ (و. 1867 – 1928 م) هو فنان كوميدي بريطاني، ولد في كودهام، توفي في هندون (لندن)، عن عمر يناهز 61 عاماً ، بسبب سكتة دماغية.

## وصلات خارجية
- ليتل تيش في قاعدة بيانات الأفلام على الإنترنت